# Valérie Payet
Pour les articles homonymes, voir Payet.
Valérie Payet, née le 24 décembre 1964 à Saint-Raphaël (Var), est une animatrice de radio et de télévision française.

## Biographie

### Formation
Valérie Payet est titulaire d’un diplôme de maître praticien en PNL (reconnu par l’association européenne de psychothérapie), délivré par l'Institut Ressources en Belgique.[réf. nécessaire]

### Carrière télévisuelle

#### Débuts
Valérie Payet fait ses premiers pas d’animatrice en 1986, à Radio La Rochelle. L’année suivante, elle se présente au concours d’animateurs de RMC. Lauréate, face à 2 550 candidats, elle intègre la station dont elle devient l’une des voix vedettes pendant trois ans. Durant la même période, elle fait ses classes à la télévision dans les émissions musicales sur TMC et MCM,.

#### Canal+
Valérie Payet rejoint Canal+ en 1990 pour assurer les remplacements sur le Top 50[réf. souhaitée]. Convaincue par ses prestations, la chaîne lui confie la présentation de Canaille Peluche, en quotidienne pendant 4 ans, et de Ça cartoon, pour laquelle elle reçoit deux 7 d'or.[réf. souhaitée]
Elle participe également en qualité de chroniqueuse aux émissions en direct emblématiques de la chaîne : La Grande Famille et Nulle part ailleurs. Elle est choisie par Alain de Greef (directeur des programmes de Canal+) pour présenter cette dernière en 1995.[réf. souhaitée]
Suivront de nombreuses autres émissions dont C’est Pas Le 20h00 et Dimanche en famille. Parallèlement, elle anime quotidiennement sur RTL des magazines interactifs en direct, durant trois ans.[réf. souhaitée]
Elle quitte brutalement Canal+ en 1997, indiquant : « Le nouveau rôle que l'on me proposait de jouer aurait été sympa il y a six ans ». Elle anime par la suite sur TF1 l'émission Drôle de Planète, puis sur France 2 Le Monde est Petit et Le Grand Tralala, et sur M6 Un Jeu d’Enfant.[réf. souhaitée]

#### France 2
De 2002 à 2008[réf. souhaitée], Valérie Payet présente sur France 2 les tirages du Loto de la Française des jeux.
Elle anime Vous n’allez pas le croire (access prime time), 20 Ans de Chance, les cagnottes exceptionnelles du Loto (prime time) et participe en tant que comédienne aux fictions et pièces de théâtre tournées avec la troupe des animateurs vedettes de la chaîne.[réf. souhaitée]
Durant ces années de travail sur les divertissements, elle présente simultanément des magazines de société sur 13e rue et des talk-show sur Astrocenter TV.[réf. souhaitée]

#### France 3
En avril 2011, Valérie Payet présente des magazines pour France 3 Île-de-France/Centre. Ces programmes sont développés et produits au sein de Média TV pour France 3 Île-de-France.[réf. souhaitée]
Elle présente le programme 5 jours à la Ferme en direct sur France 3 depuis le SIA 2012, produit par Média TV.[réf. souhaitée]

### Production
Dès 2000, Valérie Payet se consacre à la production et au développement de nouveaux formats. Tout d’abord chez FremantleMedia France, où elle développe, notamment, le divertissement de prime time Un Jeu d’Enfant, puis au sein de sa propre structure MOGWAÏ (production de programmes courts et de films institutionnels).[réf. nécessaire]
[Quand ?] Elle est engagée comme rédactrice en chef de chroniques sur Radio Monoprix et de magazines télévisés sur Astrocenter TV.[réf. nécessaire]
En 2009, Terre d’infos TV la recrute pour présenter un magazine et assurer la rédaction en chef de 40 émissions réalisées en direct du Salon de l'agriculture.[réf. nécessaire]
De 2010 à 2012, elle collabore avec le groupe Media TV en qualité de productrice exécutive et rédactrice en chef. Elle participe au développement de nouveaux formats et produit des divertissements familiaux pour Orange TV. Elle assure des programmes enfants pour Orange Ciné Happy : 1,2,3…Halloween, 1,2,3…Circus, 1,2,3…Chocolat. Dans le même temps, elle revient sur France Télévisions pour présenter des émissions événementielles en direct sur France 3 (Nuit Blanche, Salon de l’Agriculture, Téléthon, etc.).[réf. nécessaire]

### Autres
En 2014, Valérie Payet devient associée et directrice générale de la société Future Memory. Elle en devient présidente en avril 2017. Elle accompagne des chefs d’entreprises, politiques, animateurs dans le cadre de media training personnalisés.
En 2023, l'entreprise Future Memory cesse ses activités et est radiée du registre du commerce et des sociétés le 1er juin 2023.

## Filmographie

### Cinéma
- 2011 : La Marche de l'Enfant Roi de Magà Ettori - sélectionné au Festival de Cannes 2011 (Short Film Corner) : l'animatrice radio.

### Télévision
- 1992 : Ça détourne
- 2005 : Un fil à la patte, opérette mise en scène par Francis Perrin
- 2006 : Trois jeunes filles nues, opérette mise en scène par Francis Perrin (France 2)
- 2007 : Trois contes merveilleux, adaptation télévisuelle par Hélène Guétary : Adélaïde (segment Barbe Bleue) (France 2)